# 48 Дорида
48 Дорида (енгл. 48 Doris) је астероид главног астероидног појаса са пречником од приближно 221,80 km.
Афел астероида је на удаљености од 3,340 астрономских јединица (АЈ) од Сунца, а перихел на 2,874 АЈ.
Ексцентрицитет орбите износи 0,075, инклинација (нагиб) орбите у односу на раван еклиптике 6,556 степени, а орбитални период износи 2000,759 дана (5,477 година).
Апсолутна магнитуда астероида је 6,90 а геометријски албедо 0,062.
Астероид је откривен 19. септембра 1857. године.